# شنوایی‌سنجی
شنوایی‌سنجی یا اُدیومتری (به انگلیسی: Audiometry) اندازه‌گیری میزان شنوایی با استفاده از دستگاه شنوایی‌سنج است. نتیجه به شکل نوار گوش (شنوایی‌نگاره، اودیوگرام) ثبت می‌شود.
شنوایی‌سنجی با تون خالص، متداول‌ترین روش شنوایی‌سنجی بالینی به‌شمار می‌آید. با وجود اینکه این روش قادر به تشخیص میزان، نوع، شکل، یک طرفه یا دو طرفه بودن و قرینگی کم‌شنوایی است، اما نمی‌تواند به‌طور دقیق، علت بروز آن را مشخص کند. شنوایی‌سنجی با محرکات گفتاری نیز روش دیگری از ارزیابی دستگاه شنوایی است که می‌تواند در مورد میزان توانایی فرد در برقراری ارتباطات کلامی اطلاعات مفیدی در اختیار شنوایی‌شناس قرار دهد.
اغلب شنوایی‌سنجی‌ها در بسامد بین ۲۵۰ تا ۸۰۰۰ هرتز که محدوده اصلی شنوایی انسان است انجام می‌شوند.

## نوار گوش
معمولاً زمان لازم برای انجام تست نوار گوش پانزده الی سی دقیقه بوده که توسط ادیولوژیست یا شنوایی‌شناس انجام می‌شود. مجموعه تست‌ها شامل تست ادیومتری راه هوایی و استخوانی (PTA)، ادیومتری گفتاری (SRT , SDS , MCL)، تست ایمپدانس آکوستیک شامل تیمپانومتری و رفلکس آکوستیک (TM , AR) است.
در آزمایش شنوایی سنجی می‌توان به بررسی وضعیت گوش خارجی، گوش میانی و گوش داخلی پرداخت. هرگونه عفونت قارچی، آسیب، پارگی پرده گوش، عفونت گوش میانی، دررفتگی استخوانچه‌های گوش میانی، وجود جسم خارجی، بررسی وزوز گوش، تعیین میزان کم‌شنوایی، تعیین نوع کم‌شنوایی، تشخیص بیماری‌های گوش میانی چون اتواسکلروز، کلستاتوما و… در این آزمایش‌ها قابل تشخیص هستند.
نوار گوش در کودکان زیر ۴ سال که نمی‌توانند همکاری کنند معمولاً تست OAE و تست ABR است. تست OAE معمولاً برای نوزادان زیر سه‌ماهه کاربرد دارد. و برای نوزادان بالای سه‌ماهه تا ۴ سالگی تست ABR گرفته می‌شود.
برای تشخیص عفونت گوش میانی نیز آزمایش میان‌گوش‌سنجی (تمپانومتری) انجام می‌شود. نوار گوش برای بررسی عفونت گوش به‌ویژه در کودکان پرکاربردترین تست شنوایی است.